# Nemzeti Bajnokság
Die Nemzeti Bajnokság (deutsch: Nationale Meisterschaft, Abkürzung: NB I.) ist die erste Fußballliga Ungarns, die seit 1901 ausgetragen wird. Seit der Saison 2025/26 nennt sich die Meisterschaft nach dem Hauptsponsor Fizz, OTP Bank Onlineshop-Tochtergesellschaft.
Aktueller Titelträger (2024/25) ist Ferencváros Budapest, mit 36 Titeln gleichzeitig Rekordmeister. Es folgt der Stadtrivale MTK mit 23 Meisterschaftserfolgen.

## Modus
Aktuell spielen 12 Mannschaften in einer Dreifachrunde um die ungarische Meisterschaft. Eine Besonderheit stellen dabei die Platzierungskriterien bei punktgleichen Mannschaften dar: haben zwei oder mehr Vereine die gleiche Anzahl an Punkten, so wird als Nächstes nicht etwa nach der höheren Tordifferenz oder dem direkten Vergleich, sondern zunächst nach der höheren Anzahl an Siegen klassifiziert. Erst wenn diese auch gleich sind, entscheidet die bessere Tordifferenz.

## Name

Logo von 2007 bis 2010

Aufgrund von Sponsorenvereinbarungen hat die Liga seit 2001 diverse kommerzielle Namensgeber:
- 1997–1998: Raab Karcher (Baustoffe)
- 2001–2003: Borsodi (Brauerei)
- 2003–2005: Arany Ászok (Brauerei)
- 2005–2007: Borsodi (Brauerei)
- 2007–2010: Soproni (Brauerei)
- 2010/2011: Monicomp (Finanzdienstleistungen)
- 2011–2025: OTP Bank (Aktiengesellschaft)
- seit 2025: Fizz (Onlineshop)

## Teilnehmende Mannschaften in der Saison 2025/26
Folgende zwölf Mannschaften nehmen an der Saison 2025/26 teil:
- Ferencváros Budapest (Meister)
- Paksi FC
- Puskás Akadémia FC
- Kazincbarcika SC
- Debreceni Vasutas SC
- Kisvárda FC
- Diósgyőri VTK
- MTK Budapest FC
- Zalaegerszegi TE FC
- Újpest Budapest
- Nyíregyháza Spartacus FC
- Győri ETO FC

## Ungarische Meister

### Nach Saison
- 1901: Budapesti TC
- 1902: Budapesti TC
- 1903: Ferencváros Budapest
- 1904: MTK Budapest FC
- 1905: Ferencváros Budapest
- 1906/07: Ferencváros Budapest
- 1907/08: MTK Budapest FC
- 1908/09: Ferencváros Budapest
- 1909/10: Ferencváros Budapest
- 1910/11: Ferencváros Budapest
- 1911/12: Ferencváros Budapest
- 1912/13: Ferencváros Budapest
- 1913/14: MTK Budapest FC
- 1914–1916: ausgefallen 1
- 1916/17: MTK Budapest FC
- 1917/18: MTK Budapest FC
- 1918/19: MTK Budapest FC
- 1919/20: MTK Budapest FC
- 1920/21: MTK Budapest FC
- 1921/22: MTK Budapest FC
- 1922/23: MTK Budapest FC
- 1923/24: MTK Budapest FC
- 1924/25: MTK Budapest FC
- 1925/26: Ferencváros Budapest
- 1926/27: Ferencváros Budapest
- 1927/28: Ferencváros Budapest
- 1928/29: Hungária MTK FC
- 1929/30: Újpest TE
- 1930/31: Újpest TE
- 1931/32: Ferencváros Budapest
- 1932/33: Újpest TE
- 1933/34: Ferencváros Budapest
- 1934/35: Újpest TE
- 1935/36: Hungária MTK FC
- 1936/37: Hungária MTK FC
- 1937/38: Ferencváros Budapest
- 1938/39: Újpest TE
- 1939/40: Ferencváros Budapest
- 1940/41: Ferencváros Budapest
- 1941/42: Csepel SC
- 1942/43: Csepel SC
- 1943/44: Nagyváradi AC
- 1944/45: abgebrochen  2
- 1945: Újpest TE
- 1945/46: Újpest TE
- 1946/47: Újpest TE
- 1947/48: Csepel SC
- 1948/49: Ferencváros Budapest
- 1949/50: Budapest Honvéd
- 1950: Budapest Honvéd
- 1951: Budapest Bástya SE
- 1952: Budapest Honvéd
- 1953: Vörös Lobogó
- 1954: Budapest Honvéd
- 1955: Budapest Honvéd
- 1956: Saison nicht beendet 3
- 1957: Vasas SC
- 1957/58: MTK Budapest FC
- 1958/59: Csepel SC
- 1959/60: Újpesti Dózsa
- 1960/61: Vasas SC
- 1961/62: Vasas SC
- 1962/63: Ferencváros TC
- 1963: Gyõri Vasas ETO
- 1964: Ferencváros Budapest
- 1965: Vasas SC
- 1966: Vasas SC
- 1967: Ferencváros Budapest
- 1968: Ferencváros Budapest
- 1969: Újpesti Dózsa
- 1970: Újpesti Dózsa
- 1970/71: Újpesti Dózsa
- 1971/72: Újpesti Dózsa
- 1972/73: Újpesti Dózsa
- 1973/74: Újpesti Dózsa
- 1974/75: Újpesti Dózsa
- 1975/76: Ferencváros Budapest
- 1976/77: Vasas SC
- 1977/78: Újpesti Dózsa
- 1978/79: Újpesti Dózsa
- 1979/80: Budapest Honvéd
- 1980/81: Ferencváros Budapest
- 1981/82: Rába ETO Gyõr
- 1982/83: Rába ETO Győr
- 1983/84: Budapest Honvéd
- 1984/85: Budapest Honvéd
- 1985/86: Budapest Honvéd
- 1986/87: MTK-VM Budapest
- 1987/88: Budapest Honvéd
- 1988/89: Budapest Honvéd
- 1989/90: Újpesti Dózsa
- 1990/91: Budapest Honvéd
- 1991/92: Ferencváros Budapest
- 1992/93: Kispest-Honvéd
- 1993/94: Váci FC
- 1994/95: Ferencváros Budapest
- 1995/96: Ferencváros Budapest
- 1996/97: MTK Budapest FC
- 1997/98: Újpest TE
- 1998/99: MTK Budapest FC
- 1999/00: Dunaferr SE
- 2000/01: Ferencváros Budapest
- 2001/02: Zalaegerszegi TE FC
- 2002/03: MTK Budapest FC
- 2003/04: Ferencváros Budapest
- 2004/05: Debreceni VSC
- 2005/06: Debreceni VSC
- 2006/07: Debreceni VSC
- 2007/08: MTK Budapest FC
- 2008/09: Debreceni VSC
- 2009/10: Debreceni VSC
- 2010/11: Videoton FC
- 2011/12: Debreceni VSC
- 2012/13: Győri ETO FC
- 2013/14: Debreceni VSC
- 2014/15: Videoton FC
- 2015/16: Ferencváros Budapest
- 2016/17: Budapest Honvéd
- 2017/18: Videoton FC
- 2018/19: Ferencváros Budapest
- 2019/20: Ferencváros Budapest
- 2020/21: Ferencváros Budapest
- 2021/22: Ferencváros Budapest
- 2022/23: Ferencváros Budapest
- 2023/24: Ferencváros Budapest
- 2024/25: Ferencváros Budapest

### Nach Vereinen
Die Vereine sind mit ihrem nach neuestem Stand gültigen Vereinsnamen ohne etwaige Zusätze von Sponsorennamen angegeben. Eine Ausnahme stellt der Nagyváradi AC dar, der heute als Clubul Atletic Oradea in Rumänien beheimatet ist.
| Rang | Logo | Verein               | Anzahl | Spielzeiten |
| ---- | ---- | -------------------- | ------ | --- |
| 1.   |      | Ferencváros Budapest | 36     | 1903, 1905, 1906/07, 1908/09, 1909/10, 1910/11, 1911/12, 1912/13, 1925/26, 1926/27, 1927/28, 1931/32, 1933/34, 1937/38, 1939/40, 1940/41, 1948/49, 1962/63, 1964, 1967, 1968, 1975/76, 1980/81, 1991/92, 1994/95, 1995/96, 2000/01, 2003/04, 2015/16, 2018/19, 2019/20, 2020/21, 2021/22, 2022/23, 2023/24, 2024/25 |
| 2.   |      | MTK Budapest FC      | 23     | 1904, 1907/08, 1913/14, 1916/17, 1917/18, 1918/19, 1919/20, 1920/21, 1921/22, 1922/23, 1923/24, 1924/25, 1928/29, 1935/36, 1936/37, 1951, 1953, 1957/58, 1986/87, 1996/97, 1998/99, 2002/03, 2007/08 |
| 3.   |      | Újpest Budapest      | 20     | 1929/30, 1930/31, 1932/33, 1934/35, 1938/39, 1945, 1945/46, 1946/47, 1959/60, 1969, 1970, 1970/71, 1971/72, 1972/73, 1973/74, 1974/75, 1977/78, 1978/79, 1989/90, 1997/98 |
| 4.   |      | Honvéd Budapest      | 14     | 1949/50, 1950, 1952, 1954, 1955, 1979/80, 1983/84, 1984/85, 1985/86, 1987/88, 1988/89, 1990/91, 1992/93, 2016/17 |
| 5.   |      | Debreceni VSC        | 7      | 2004/05, 2005/06, 2006/07, 2008/09, 2009/10, 2011/12, 2013/14 |
| 6.   |      | Vasas Budapest       | 6      | 1957, 1960/61, 1961/62, 1965, 1966, 1976/77 |
| 7.   |      | Csepel SC            | 4      | 1941/42, 1942/43, 1947/48, 1958/59 |
| 7.   |      | Győri ETO FC         | 4      | 1963, 1981/82, 1982/83, 2012/13 |
| 9.   |      | Videoton FC          | 3      | 2010/11, 2014/15, 2017/18 |
| 10.  |      | Budapesti TC         | 2      | 1901, 1902 |
| 11.  |      | Nagyváradi AC        | 1      | 1943/44 |
| 11.  |      | Váci FC              | 1      | 1993/94 |
| 11.  |      | Dunaferr SE          | 1      | 1999/00 |
| 11.  |      | Zalaegerszegi TE     | 1      | 2001/02 |

## UEFA-Fünfjahreswertung
Platzierung in der UEFA-Fünfjahreswertung:
(in Klammern die Vorjahresplatzierung). Die Kürzel CL, EL und CO hinter den Länderkoeffizienten geben die Anzahl der Vertreter in der Saison 2026/27 der Champions League, der Europa League sowie der Conference League an.
- 22.  (19)  Serbien (Liga, Pokal) – Koeffizient: 25.500 – CL: 1, EL: 1, CO: 2
- 23.  (18)  Ukraine (Liga, Pokal) – Koeffizient: 24.400 – CL: 1, EL: 1, CO: 2
- 24.  (24)  Ungarn (Liga, Pokal) – Koeffizient: 24.000 – CL: 1, EL: 1, CO: 2
- 25.  (26)  Rumänien (Liga, Pokal) – Koeffizient: 23.250 – CL: 1, EL: 1, CO: 2
- 26.  (22)  Russland (Liga, Pokal) – Koeffizient: 22.632 – (CL: 1, EL: 1, CO: 2) – suspendiert

Stand: Ende der Europapokalsaison 2024/25